# Orzesznik nagi
Orzesznik nagi, orzesznik gładki (Carya glabra (Mill.) Sweet) – gatunek drzewa należącego do rodziny orzechowatych. Występuje naturalnie w Ameryce Północnej od prowincji Ontario w Kanadzie po wschodni Teksas w Stanach Zjednoczonych. 

## Morfologia

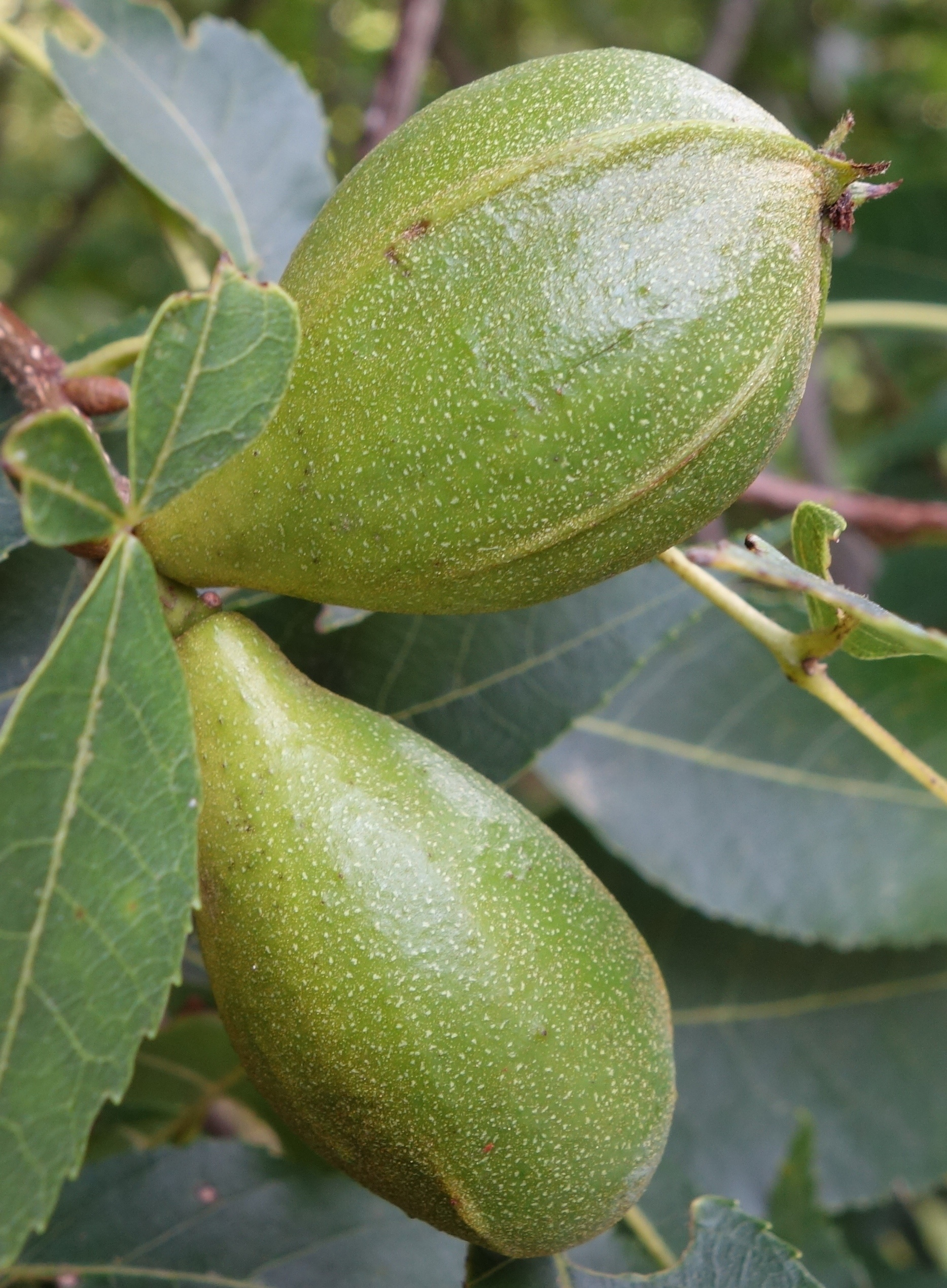
Owoce

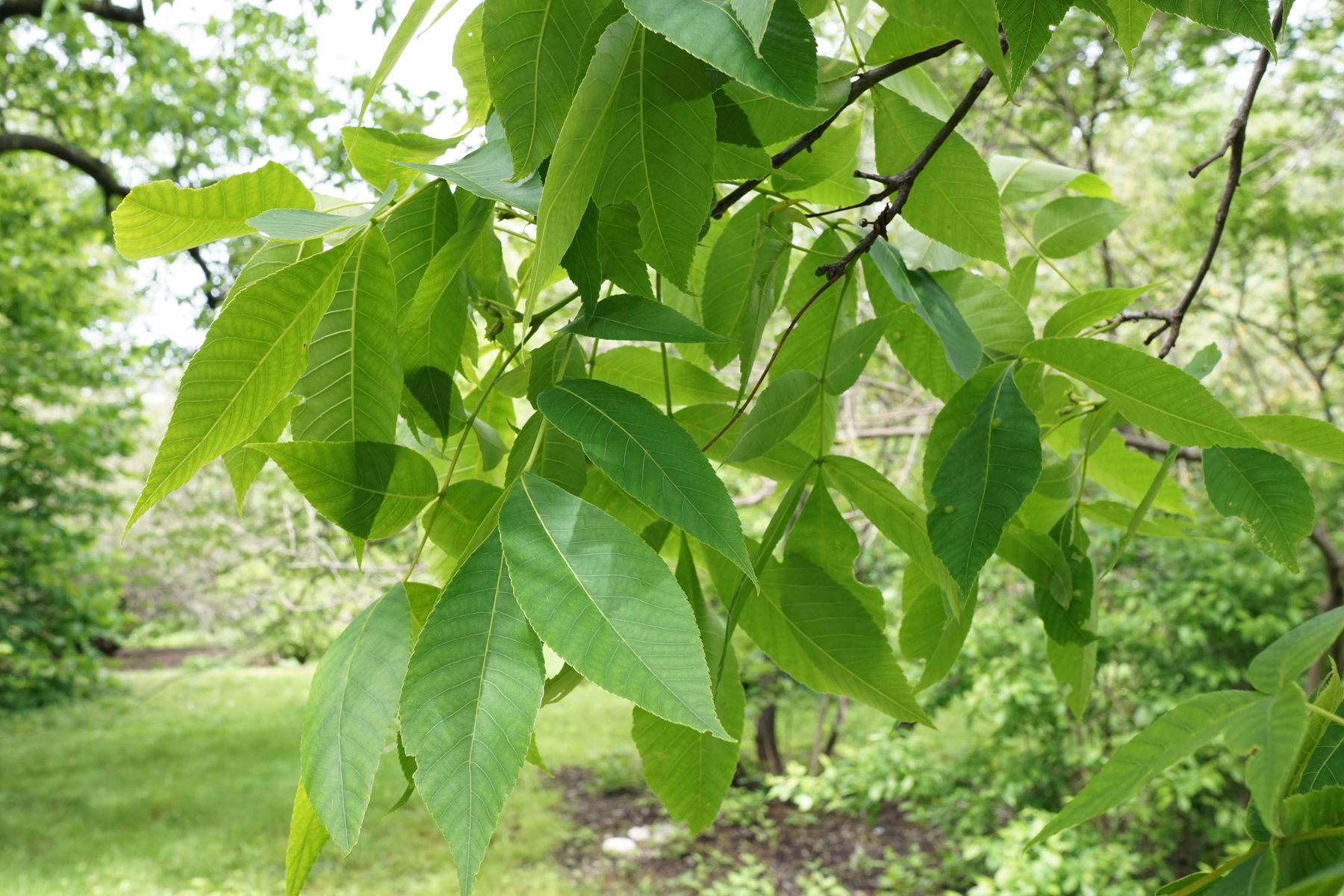
Liście

PokrójDrzewo dorastające do 26 m wysokości. Posiada długi pień, z którego wyrastają uniesione gałęzie.
KoraKora ma barwę szaro-fioletową i sprawia wrażenie metalicznej. Jest gładka, lekko spękana. U starszych drzew jest postrzępiona. Wygląd i kora w młodości jest podobna jak u kasztana jadalnego.
PędyNawet młode pędy są nagie i takie pozostają cały czas.
PąkiPąk szczytowy jest niewielki. Ma około 7 mm grubości. Ma żółtawo-zieloną barwę.
LiścieLiście nieparzystopierzaste składające się najczęściej z 5 (czasami z 3 lub 7) listków. Są jednymi z najmniejszych u orzeszników. Z wierzchu są nagie, natomiast od spodu są owłosione tylko przy nerwach głównych.
KwiatyZebrane w kotki.
OwocePestkowce. Są jadalne i słodkie.